# Квант-РАФ
«Квант-РАФ»  — водородный электромобиль на основе микроавтобуса РАФ-2203, разработанный в 1982 году специалистами Рижской автобусной фабрики и НПО «Квант»  под руководством Николая Лидоренко. Выпущен в единственном опытном экземпляре.
Микроавтобус оборудован комбинированной энергоустановкой с водородо-воздушными щелочными топливными элементами мощностью 2 кВт и никель-цинковой аккумуляторной батареей ёмкостью 5 кВт⋅ч. 
Автомобиль выставлялся на международной выставке  «Электро-82» в Москве, затем прошёл пробную эксплуатацию. Планировалась дальнейшая разработка и производство советских водородных автомобилей на предприятиях Минавтопрома СССР, но 1984 году Лидоренко оставил пост руководителя НПО «Квант» и проект не получил продолжения. 
На основе полученного опыта специалисты НПО «Квант» разработали с венгерскими партнёрами проект городского автобуса с энергоустановкой на топливных элементах.